# Media Development Authority
Media Development Authority (em chinês simplificado: 媒体发展管理局) é uma organização governamental singapurense fundada em 2013 pelo governo de Singapura.